# ライフタイム (テレビ局)
ライフタイム （英: Lifetime）とは、アメリカ合衆国の有料テレビ局で、ハースト・コミュニケーションズおよびウォルト・ディズニー・カンパニーが共同所有するA+Eネットワークスの子会社ライフタイム ・エンターテイメント・サービスィズの一部門である。女性を対象とした、または女性が主演する番組制作に特徴がある。2016年1月現在、アメリカでは9380万世帯に受信されている。

## 前身企業

### デイタイム
もともとBETAと呼ばれていたデイタイム（Daytime）は、1982年3月にハーストABC・ビデオサービスィズ によって開設された。このケーブルサービスは平日に1日4時間運営していた。このサービスは、主流ではない女性の番組制作に焦点が当てられていた。

### ケーブル・ヘルス・ネットワーク
ケーブル・ヘルス・ネットワークは、1982年6月に健康関連の番組を幅広く提供する終日チャンネルとして開設された。1983年11月、同社は新たにライフタイム・メディカル・テレビジョンと改名した。

## 沿革

### ハースト/ABCバイアコム・エンターテイメント・サービスィズ
1984年2月1日、ライフタイムはハースト/ABCのデイタイムとバイアコムのライフタイム・メディカル・テレビジョンとの合併の結果として創設された。新しいネットワーク局のための理事会は、ハースト、ABC、バイアコムからの同等の代表にて結成され、同理事会は新ネットワークの最初のCEOとしてトーマス・バーチル（Thomas Burchill）を選出した。当初は成功せず、報道によると最初の運営2年間で3600万ドルを失い、1986年まで黒字化しなかった。同チャンネルは視聴率が低く、調査では一部のテレビ視聴者がそこで宗教的コンテンツを流していると誤解していたことが判明したとも伝えられている。
1985年、ライフタイムは「トーク・テレビジョン」としてブランド化を行い始め、テレビタレントのレジス・フィルビンやセックス・セラピストのルース・ウエストハイマーらが司会するトークショーや視聴者参加型の番組を夜の番組ラインナップに並べた。その過程で、クリエイターがロゴからリンゴを無くした。
1988年、ライフタイムはパトリシア・フィリを番組制作責任者として雇った。彼女の在職期間の最初の3年間で、彼女はライフタイムの番組制作の6割を彼女自身の判断で変更した。ライフタイムの看板トークショーであった『Attitudes』が全面的に見直され、プロデューサーが交替して現代女性の問題が中心的に扱われるようになった。また『こちらブルームーン探偵社』や『L.A.ロー 七人の弁護士』などネットワーク局のヒット作品の再放映権を取得した。また彼女は以前作られた最初のライフタイム映画の制作を監督して、それと共にブレア・ブラウン主演のコメディドラマ『The Days and Nights of Molly Dodd』の最後3シーズンを、NBC放送網が取りやめた後に放映した。このネットワーク局は、所有者であるハースト、ABC、バイアコムの製品ラインからの映画も放映した。1991年、記者のジョシュア・ハマーは「ケーブルテレビの発展から取り残された...ライフタイム放送網は主婦向けの口うるさい放談と、再放送された『トミーとタペンス -2人で探偵を-』や『MacGruder and Loud』のように長い間忘れられていたテレビ番組シリーズで溢れんばかりだった...フィリの指揮下で、ライフタイムはその低予算イメージを脱却するために長い道のりを歩んできたのである。」と述べた。
ライフタイムは、WNBAなどの女性スポーツを限定的ながら報道するようになり、アメリカスカップでは競技出場する最初の女性乗組員チームの後援を行った。バーチルの後を継いだCEOマコーミックはまた、全米女性連盟など女性団体との繋がりを強化し、乳がん啓発など女性の問題に関する公共広告を放映するようになった。 またライフタイムは新しいキャッチフレーズ 「ライフタイム - 女性のためのテレビ」を採用した。
一方、局オリジナルの番組制作は24-44歳の女性だけではなく、その配偶者も対象としていた。男性も妻と一緒に同ネットワークを夜に見ていたことは調査によって明らかになっていた。これは、ライフタイムのオリジナル番組の男性キャラクター（テレビ映画シリーズ『私立探偵スペンサー』など）をより男らしくすることで、男性に向けてよりアピールすることによって行われた。これらの役柄は、以前のライフタイム映画が女性の単独主人公を登場させていたのに比べてステレオタイプなものだった。ニールセンの視聴率調査は対象が1台のテレビを共有する「高所得層」夫婦に偏っていることが知られており、ライフタイムの方針はこれに乗じる形となった。1995年1月には、ライフタイムはニールセンで6番目に高い評価を受けた有料ネットワークになった。

### ライフタイム・エンターテイメント・サービスィズ
1996年、米国最大の有料テレビプロバイダーの1つであるTCIは、同社が経済的利害関係にあり間もなく開設されるFOXニュースの番組枠を作るため、ライフタイムを幾つかの市場で打ち切ると発表した。ライフタイム幹部によると、同ネットワークはTCIの動向に起因して最大100万人の加入者を失うことになっていた。しかしながら、ライフタイムは影響を受ける可能性のある市場、ユージーン (オレゴン州)およびニューポート (ロードアイランド州)などで広告を出し、女性向けに作られた唯一のネットワーク局をTCIが削除すると顧客に告知した。（それを知った）TCIの顧客が苦情電話を掛けたことで、TCIはライフタイムを外すことになる世帯数を約30万に削減した。女性団体および政治家は、なおもライフタイムを後押しした。コロラド州代表の政治家パトリシア・シュローダーは、TCIの決定をTCIの最高経営責任者ジョン・マローンとFOXの最高経営責任者ルパート・マードックの間の「パワープレー」だとして、「これら会社を経営する男性がより沢山のお金を稼ぐことができるよう、女性たちを振り回しているような気がする」と語った。
マサチューセッツ州選出の下院議員のバーニー・フランクは、その決定はFOXが「それ自身アンチ女性な意図を持っているかもしれない」ことを示すものだと語った。TCIの幹部達は大衆の反応に驚き、怒っていた。 TCIの番組編成担当副社長は、ニューヨーク・タイムズ紙によって以下の発言を報じられた。「私は、彼らが女性のネットワークであるとみなされていることに憤慨しています。他のネットワークは我々のところにやって来て、ライフタイムは真実を告げていないと言っているのです。ライフタイムが女性チャンネルというのは名ばかりで単なる広告です。...視聴率のために番組を制作しているだけです。」TCI上級副社長のロバート・トムソンは、影響を受けるライフタイム視聴者が10％未満という事実に基づき、この反応は「馬鹿げているほど過剰」だと述べた。TCI幹部達は、選挙年度になるまでライフタイムによるロビー活動に対する政治家の反応を記録し、報復としてディズニー（ライフタイムの親会社の1つ）がTCI上で新しいネットワークを開設するのに支障が出るかもしれない、と『タイムズ』で暗に示唆した。1997年に、ライフタイムは加入者が6770万人になったと報告された。

### A+Eの所有権
2009年8月27日、ライフタイムはA+Eネットワークスに買収された。同社はすでにライフタイムの株主であるハーストとディズニーによって所有されていたが、追加株式がNBCユニバーサル（ライフタイムの競合Oxygenのオーナー会社）によって所有されていた。2012年にNBCユニバーサルはA+Eネットワークスに株式を売却し、再びこのネットワークをディズニー/ハーストの合弁企業として残した。

## 番組編成
詳細はライフタイムの放映番組リストを参照
ライフタイムは、映画、リアリティ番組（『Dance Moms』『Preachers 'Daughters』など）、ドラマ番組（『デビアスなメイドたち』『イーストエンドの魔女たち』など）を含む、オリジナルの放送コンテンツおよび再放映のシリーズ作品（『ママと恋に落ちるまで』『グレイズ・アナトミー 恋の解剖学』など）を織り交ぜて放送している。ライフタイム自身は「最高品質の娯楽と情報番組を提供して、女性と彼女たちの家族に影響を与える広範囲な問題を提起することに専念している」といっている。
過去に、ライフタイムは日中や夕方に『Supermarket Sweep』『Shop 'til You Drop』『Born Lucky』など幾つかのゲーム番組を放送していた。ライフタイムはまた『The Newlywed Game』に基づく様式でオリジナルのゲーム番組（『Who Knows You Best？』主演:ジーナ・セント・ジョン）を制作したが、1シーズン後に打ち切られた。
またライフタイムは、もともとブロードキャスト・ネットワークで放送されていた番組の権利を購入して、新しいエピソードを製作した。1988年に、同社はオリジナルの放送局NBCから『The Days and Nights of Molly Dodd』の既存エピソード26話の権利を買い、そしてこのシリーズの追加エピソード13話を制作した。視聴率が低く、番組制作のコストが高いため、ライフタイムはこの番組を更新しなかったと伝えられている。2011年後半には、2010-11年シーズンまででシリーズ番組としては終了したFoxの『アメリカズ・モスト・ウォンテッド (テレビ番組)』の放送を開始した。ライフタイムは2013年にそれを打ち切るまでに、同番組の新エピソードを40話以上放送した。
2018年1月、ライフタイムはヘンリー王子とメーガン・マークルの関係についての映画『Harry＆Meghan: The Royal Love Story』を制作する意向を発表した。

### 映画
ライフタイムは女性向けの映画を盛んに放映している。同チャンネル用に制作されたり、他のネットワーク局で放映されたテレビ映画作品のほか、幾つかの劇場版映画も、メインネットワーク（おおむね週末に放送）およびライフタイム・ムービーズ（1998年に開設された派生の有料テレビチャンネル。旧：ライフタイム・ムービー・ネットワーク）の両方で放映される。ライフタイム・ピクチャーズとして自社でテレビ映画の制作も行っている。

### スポーツ
初期の頃、ライフタイムはたまに女性のプロスポーツを報道していた。リーグ初年度の1997年から2000年まで、ライフタイムはNBCとESPNと共に全米女子バスケットボール協会（WNBA）の放送局3つのうちの1つだった。2000年に、ライフタイムは生放送を段階的に廃止し、それらをWNBAプレイヤーの人生を記録したオリジナルシリーズに置き換えた。このネットワークは、競技報道よりも「物語」に焦点を当てたいと述べた。ライフタイムは試合のパッケージをESPN2に移した。レイコム・スポーツとの提携の一環として、1998年にライフタイムはLPGAのトーナメント・オブ・チャンピオンズも放送した。
2017年2月、A&Eネットワークスはナショナル・ウーマンズ・サッカーリーグの株式を取得し、ライフタイムは2017年シーズンから始まる毎週土曜日午後の試合を放送すると発表した。

## 各地域版

### カナダ
詳細はライフタイム (カナダ)を参照
2012年5月30日、カナダのテレビ放送局Shaw Mediaは、A&Eネットワークスとのライセンス契約に基づき、カテゴリーBの有料専門チャンネル「Showcase Diva」をライフタイムのカナダ版としてブランド再生することを発表した。2012年8月27日、Showcase Divaはライフタイムとしてリニューアルした。

### 東南アジア
詳細はライフタイム (東南アジア)を参照
AETN・オールアジア・ネットワークスはライフタイム・チャンネルを東南アジアに持ち込むことを計画した。同チャンネルは2013年6月14日に放送を開始し、AstroとスターハブTVはアジアにてライフタイムを提供する最初のプロバイダー2社となった。7月には香港のNow TVから配信が開始された。2014年9月1日以降、ライフタイム・アジアはフィリピンにてDream Satellite TVチャンネル18とSkyCableで放映されている。

### 英国・アイルランド
詳細はライフタイム (英国とアイルランド)を参照
2013年11月に、A&EネットワークスUKが英国とアイルランドに向けたライフタイムのバージョンを開設した。同チャンネルで放送されると発表された番組には『クライアント・リスト』、『ダメージ』、米国ライフタイムのオリジナル映画『Liz & Dick』そのほか『The Proposers』というオリジナルシリーズがある。

### ラテンアメリカ
2014年7月1日、ライフタイムはソニー・ピクチャーズ テレビジョン・ラテンアメリカと共同して同局のラテンアメリカ版を開設した（メキシコ除く）。それは南アメリカで衛星放送されていた今は無きSony Spinチャンネルに取って代わった。ライフタイム・ラテンアメリカは現在、コロンビアのボゴタを拠点とするHBO・ラテンアメリカ・グループによって、A&Eネットワークス・ラテンアメリカおよびソニー・ピクチャーズ・テレビジョン・ラテンアメリカのライセンス下で配信されている。ブラジルでは、同番組は完全にポルトガル語での吹き替えがされている。
メキシコでは、ザ・バイオグラフィー・チャンネルに代わって2014年10月1日に開設された。

### アフリカ
A&Eネットワークスは2014年7月22日、ライフタイムのアフリカ版を開設した。

### イスラエル
A&Eネットワークスは2014年9月14日、ザ・バイオグラフィー・チャンネルに代えてライフタイムのイスラエル版を開設した。

### トルコ
A&Eネットワークスは2016年3月16日、マルチチャンネル・デベロッパーズ社の協力を得て、トルコにて2016年4月26日にライフタイム・ターキイ（トルコ）・チャンネルを開設すると発表した。

### 韓国
ローカライズ版のライフタイムは2017年9月22日に開設された。その番組は主に韓国のドラマ、トークショー、エンターテイメント番組で構成されている。

### 中東・北アフリカ
A&Eネットワークスは2019年、中東および北アフリカ地域（MENA）向けのライフタイムバージョンを開設する予定である。

## LRW
LRW（ライフタイム・リアル・ウーマン、Lifetime Real Womenの頭文字）は米国の有料テレビチャンネルで、メインであるライフタイム・ネットワークを補完するサービスを意図したものである。2001年8月に開設され、女性のネットワーク市場向けに当時開設されたWE tvとOxygenネットワーク局に対するライフタイムのライバル対応として主に作られた。LRWはVerizon FiOSおよびAT&T U-verseを経由して、1000万以上の世帯で利用可能である。このネットワーク局には、以前放送されたまたは現在メインのライフタイム・ネットワークで放送されているコメディ、ドラマ、ハウツー、ゲームショー、リアリティー番組が混在している。ライフタイムが権利を有しているが、局の現状の方針からメインネットワークでは放送されていない輸入シリーズもこちらで放送されている。LRWはまた、ライフタイムやLMNとは異なりオリジナルのシリーズや映画を放映しないのも特徴である。ただし、メインネットワークで2回しか放送されなかった2011年のライフタイムリアリティ番組シリーズ『Love Handles：Couples in Crisis』を引き取ったことはある。
このネットワークは衛星経由では利用できず、2007年7月までディレクTVがこのネットワークを放送していた。LRWのようなオリジナル番組制作のない通常解像度だけのチャンネルに代えて、むしろ高解像度のネットワーク放送をプロバイダーが選択するにつれ、ケーブル運用は減少していった。

## ライフタイム・ムービー・クラブ
2015年7月2日、ライフタイムは「ライフタイム・ムービー・クラブ」という名称のストリーミングサービスを始めたと発表した。このサービスは月4ドルで、毎週入れ替わる30本の映画サービスが特徴となっている。同サービスにはコマーシャルも含まれず、ライフタイムのウェブサイトおよびApp Storeから入手できる。